# František Sušil
František Sušil (ur. 14 czerwca 1804 w Novym Rousínovie, zm. 31 maja 1868 w Bystřicy pod Hostýnem) – czeski ksiądz katolicki, profesor teologii, poeta, teoretyk literatury oraz zbieracz i wydawca pieśni ludowych. Tworzył przekłady z łaciny i języka greckiego.